# 安芸中野駅

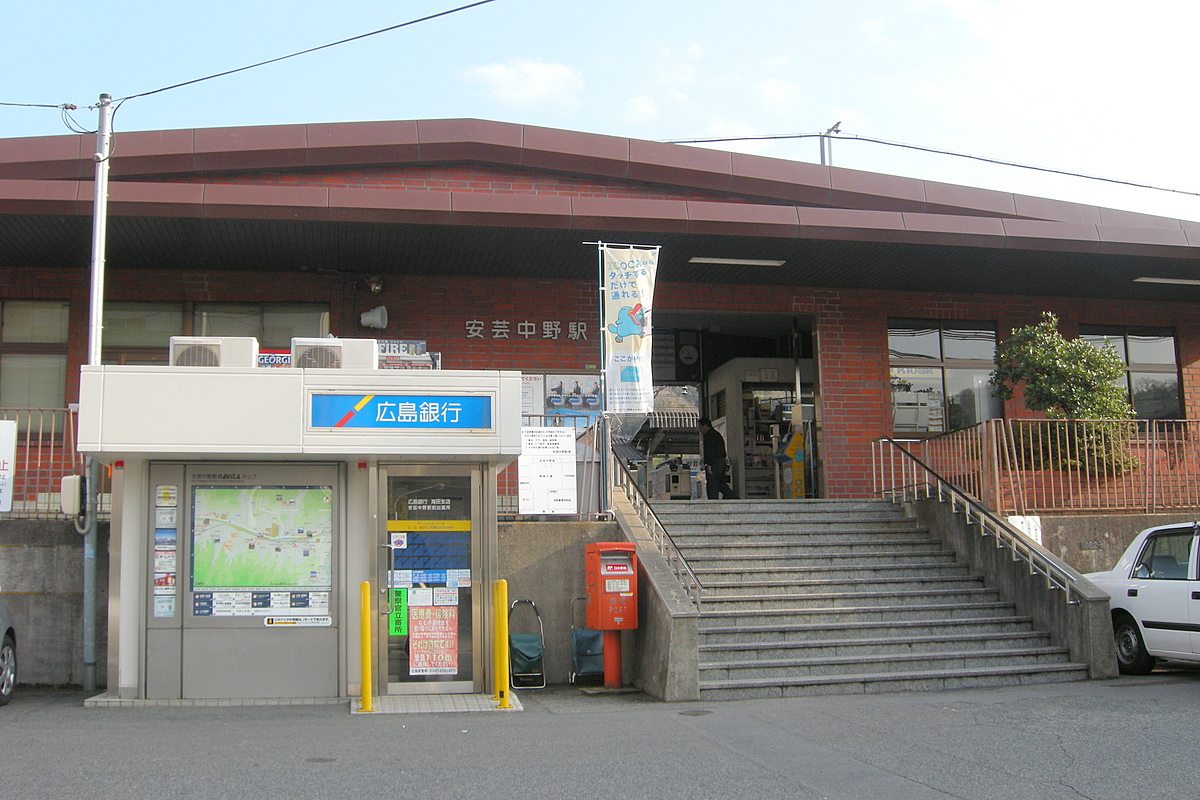
駅入口付近（2009年2月）

安芸中野駅（あきなかのえき）は、広島県広島市安芸区中野二丁目にある、西日本旅客鉄道（JR西日本）山陽本線の駅である。駅番号はJR-G05。

## 歴史
- 1917年（大正7年）7月13日：鉄道院山陽本線の瀬野駅 - 海田市駅間に中野信号場として設置[1]。
- 1920年（大正9年）8月15日：駅に昇格、安芸中野駅として開業[1]。旅客・貨物の取扱を開始[1]。
- 1960年（昭和35年）6月1日：貨物の取扱を廃止[1]。
- 1973年（昭和48年）5月1日：国鉄（→JR）の特定都区市内制度における「広島市内」の駅となる[2][注釈 1]。
- 1982年（昭和57年）5月12日：駅舎改築[3]。
- 1985年（昭和60年）3月14日：荷物扱い廃止[1]。
- 1987年（昭和62年）4月1日：国鉄分割民営化により、西日本旅客鉄道（JR西日本）の駅となる[1]。
- 1989年（平成元年）9月：みどりの窓口営業開始[4]。
- 2002年（平成14年）10月5日：ダイヤ改正により、当駅折返しの列車が廃止される[注釈 2]。
- 2007年（平成19年）
  - 5月24日：自動改札機導入。
  - 9月1日：ICカード「ICOCA」の利用が可能となる。
- 2008年（平成20年）3月15日：ダイヤ改正により、上り・下りともに一部の列車が2番線に発着開始。
- 2011年（平成23年）3月1日：バリアフリー化工事が完成[5]。
- 2018年（平成30年）
  - 7月6日：平成30年7月豪雨により営業休止。
  - 8月18日：瀬野駅 - 海田市駅間で運転再開[6]。白市駅まで運転を再開する前日の9月8日までは、一部の列車が当駅で折返し運転。
- 2022年（令和4年）3月30日：駅舎北側に、歩道橋型の自由通路が完成[7]。
- 2023年（令和5年）9月30日：みどりの窓口の営業を終了[8][9]。
- 2024年（令和6年）8月1日：当駅での駅員の常駐を廃止し、インターホンでの遠隔対応に変更[10][11]。

## 駅構造
単式ホーム1面1線と島式ホーム1面2線、計2面3線のホームを持つ地上駅。1番のりば側に駅舎があり、島式ホーム（2・3番のりば）へは跨線橋で連絡している。また現在の駅舎は1975年（昭和50年）頃に改築されたものである。
駅員は周辺駅を含めて巡回を行うため当駅には常駐せず、改札口付近に設置されているインターホンにて対応を行う。ICOCAの利用が可能のほか（相互利用可能ICカードはICOCAの項を参照）、JRの特定都区市内制度における「広島市内」の駅である。

### のりば
| のりば | 路線     | 方向 | 行先           | 備考                    |
| ------ | -------- | ---- | -------------- | ----------------------- |
| 1      | 山陽本線 | 上り | 西条・三原方面 | 一部列車は2番のりば     |
| 2・3   | 山陽本線 | 下り | 広島・岩国方面 | 2番のりばは一部列車のみ |

付記事項
- 上り本線は1番のりば、下り本線は3番のりば。上下共用の待避線（中線）である2番のりばは、線路保守目的で上り下りともに一部の普通列車が使用している[注釈 5]。
- 2002年までは当駅折返し列車が設定されており[注釈 2]、2番のりばを使用して折り返していた。
- 工事臨時列車が停車・留置することがある。

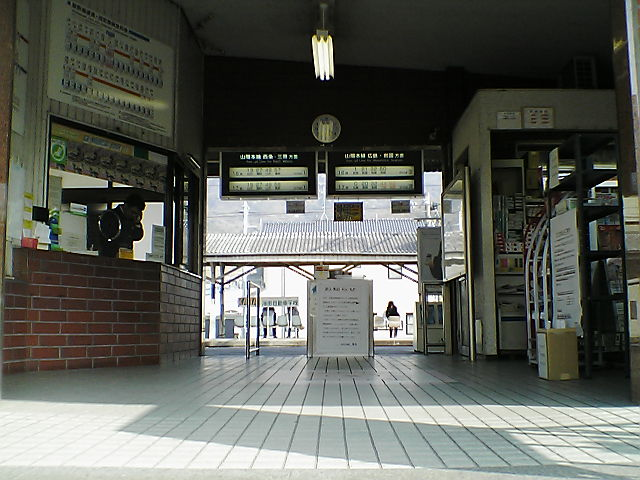
改札口（自動改札機設置前） （2007年3月）
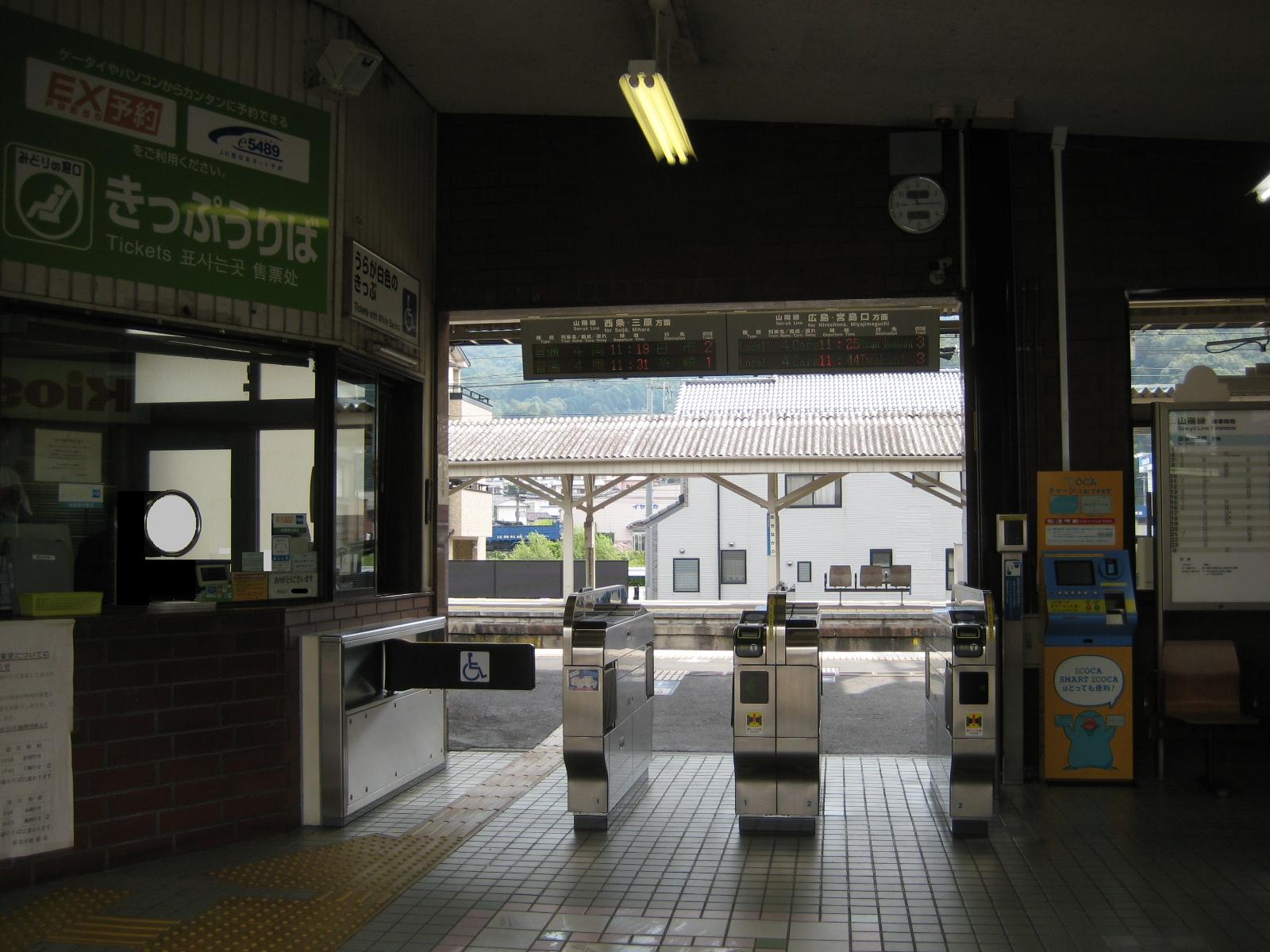
改札口（自動改札機設置後） （2011年10月）

### 駅構内設備
- 自動券売機[10]
- みどりの券売機[10]
- 自動改札機

## ダイヤ
データイムは1時間あたり両方向共に4本運行されている。朝夕のラッシュ時間帯は運行本数が増加する。なお、「通勤ライナー」、「シティライナー」は当駅に停車しない。

## 利用状況
- 以下の情報は、広島市統計書に基づいたデータである。

| 年度               | 1日平均 乗車人員 | 年度毎 総数 | 定期券 総数 | 普通券 総数 |
| ------------------ | ---------------- | ----------- | ----------- | ----------- |
| 1968年（昭和43年） | 1,257.4          | 917,917     | 751,516     | 166,401     |
| 1969年（昭和44年） | 1,262.9          | 921,914     | 714,558     | 207,356     |
| 1970年（昭和45年） | 1,352.7          | 987,466     | 744,874     | 242,592     |
| 1971年（昭和46年） | 1,506.6          | 1,102,840   | 804,736     | 298,104     |
| 1972年（昭和47年） | 1,687.9          | 1,232,140   | 858,028     | 374,112     |
| 1973年（昭和48年） | 2,010.3          | 1,467,494   | 1,010,174   | 457,320     |
| 1974年（昭和49年） | 2,297.9          | 1,677,470   | 1,165,790   | 511,680     |
| 1975年（昭和50年） | 2,358.8          | 1,726,652   | 1,190,500   | 536,152     |
| 1976年（昭和51年） | 2,642.3          | 1,928,885   | 1,373,742   | 555,143     |
| 1977年（昭和52年） | 2,620.5          | 1,912,991   | 1,319,550   | 593,441     |
| 1978年（昭和53年） | 2,615.6          | 1,909,423   | 1,317,940   | 591,483     |

以上の1日平均乗車人員は、乗車数と降車数が同じであると仮定し、年度毎総数を365（閏年が関係する1971・1975年は366）で割った後で、さらに2で割った値を、小数点第二位で四捨五入。小数点一位の値にしたものである。
| 年度                | 1日平均 乗車人員 |
| ------------------- | ---------------- |
| 1979年（昭和54年）  | 2,760            |
| 1980年（昭和55年）  | 2,897            |
| 1981年（昭和56年）  | 2,990            |
| 1982年（昭和57年）  | 3,035            |
| 1983年（昭和58年）  | 3,275            |
| 1984年（昭和59年）  | 3,576            |
| 1985年（昭和60年）  | 3,873            |
| 1986年（昭和61年）  | 3,965            |
| 1987年（昭和62年）  | 4,191            |
| 1988年（昭和63年）  | 4,444            |
| 1989年（平成 元年） | 3,535            |
| 1990年（平成02年）  | 3,316            |
| 1991年（平成03年）  | 3,400            |
| 1992年（平成04年）  | 3,408            |
| 1993年（平成05年）  | 3,380            |
| 1994年（平成06年）  | 3,380            |
| 1995年（平成07年）  | 3,317            |
| 1996年（平成08年）  | 3,322            |
| 1997年（平成09年）  | 3,186            |
| 1998年（平成10年）  | 3,086            |
| 1999年（平成11年）  | 2,964            |
| 2000年（平成12年）  | 2,907            |
| 2001年（平成13年）  | 2,861            |
| 2002年（平成14年）  | 2,847            |
| 2003年（平成15年）  | 2,908            |
| 2004年（平成16年）  | 2,976            |
| 2005年（平成17年）  | 3,005            |
| 2006年（平成18年）  | 3,023            |
| 2007年（平成19年）  | 3,061            |
| 2008年（平成20年）  | 3,028            |
| 2009年（平成21年）  | 2,924            |
| 2010年（平成22年）  | 2,915            |
| 2011年（平成23年）  | 2,885            |
| 2012年（平成24年）  | 2,917            |
| 2013年（平成25年）  | 3,023            |
| 2014年（平成26年）  | 2,927            |
| 2015年（平成27年）  | 2,994            |
| 2016年（平成28年）  | 3,013            |
| 2017年（平成29年）  | 3,008            |
| 2018年（平成30年）  | 2,815            |
| 2019年（令和 元年） | 2,945            |
| 2020年（令和02年）  | 2,374            |
| 2021年（令和03年）  | 2,359            |
| 2022年（令和04年）  | 2,502            |

乗車数グラフ

## 駅周辺
- 広島県道274号瀬野船越線（安芸山陽道）
- 広島銀行ATM
- 国道2号
- 瀬野川病院
- 安芸市民病院
- 国道2号東広島バイパス中野IC
- 安芸区役所中野出張所（中野東駅とのほぼ中間地点）
- 広島市安芸区スポーツセンター
- 広島中野郵便局
- ユアーズ 瀬野川店
- タカキベーカリー本社工場
- カワダ瀬野川工場
- もみじ銀行瀬野川支店
- 広島信用金庫安芸中野支店
- 三戸歯科医院
- 中野第二公園
- 社会福祉法人慈楽福祉会ケアハウス安芸中野
- 広島児童文化専門学校
- 日本ウェルネススポーツ専門学校広島校
- JAアグリパーク川原地菜園
- 専念寺 - 1926年に当駅近くで発生した山陽本線特急列車脱線事故の慰霊碑がある。
- 放光学園幼年基礎教育研究所
- 広島市立瀬野川中学校
- 広島市立中野小学校
- 瀬野川 - 駅に沿って流れる河川
- 畑賀川 - 駅から西へ離れた所を流れる河川

## その他
- ICOCAの使用履歴について、当駅は「アキ中野」と表記されている。

## 隣の駅
西日本旅客鉄道（JR西日本）
 山陽本線
■快速「シティライナー」・■快速「通勤ライナー」
通過
■普通
中野東駅 (JR-G06) - 安芸中野駅 (JR-G05) - 海田市駅 (JR-G04)